# 針脂鯉屬
針脂鯉屬為輻鰭魚綱脂鯉目琴脂鯉亞目複齒脂鯉科的其中一属。

## 下属物种
- 針脂鯉(Belonophago hutsebouti)
- 蒂氏針脂鯉(Belonophago tinanti)

## 扩展阅读
維基物種上的相關：針脂鯉屬